# 리살베르토 보니야

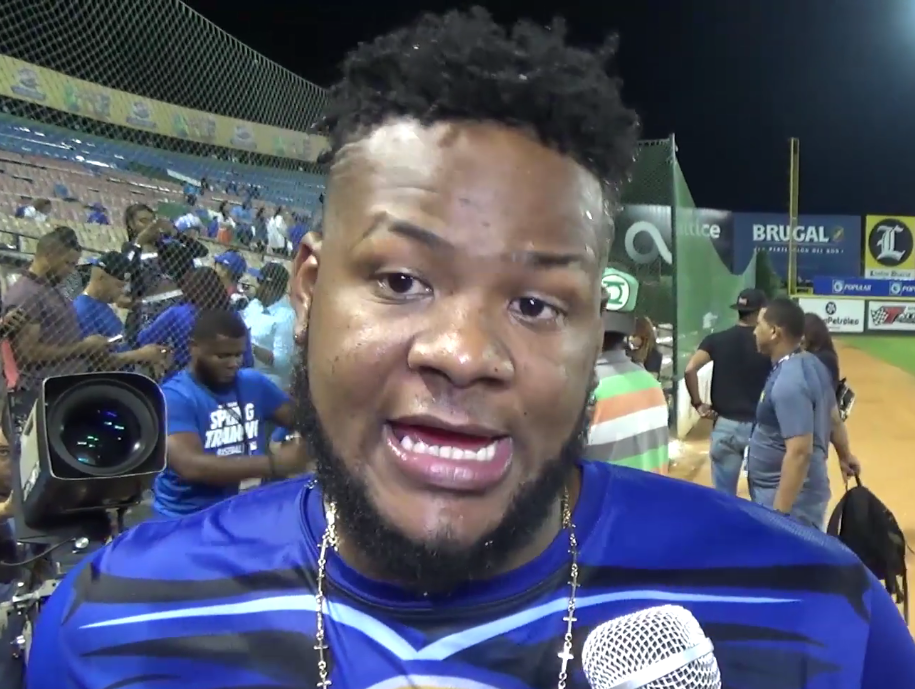

리살베르토 보니야(Lisalverto Bonilla, 1990년 6월 18일 ~ )는 전 도미니카 공화국 출신의 야구 선수(투수)이다.

## 미국 프로야구 시절
2008년에 아마추어 FA 계약을 통해 필라델피아 필리스에 입단했다. 2012년에 퓨처스 올스타로 선정됐지만 엄지손가락 부상으로 경기에는 출장하지 못했다.

## 한국 프로야구 시절

### 삼성 라이온즈시절
2018년부터 앤서니 레나도, 재크 페트릭을 대체할 투수로 영입되었다. 시즌 후 방출됐다.

## 대만 프로야구 시절
2020년에 Lamigo 몽키스에 입단하였다.